# Domenico Jannetti
Domenico Jannetti o Iannetti (Roma, 9 febbraio 1815 – Roma, 28 gennaio 1889) è stato un architetto e ingegnere italiano.

## Biografia
Nacque a Roma il 9 febbraio 1815. Diplomatosi in matematica e scienze filosofiche presso l'Archiginnasio Romano, si dedicò poi all'attività professionale di architetto e ingegnere, progettando la sua abitazione in piazza di Porta Portese presso l'omonima porta cittadina romana, che fu accolta come un brillante esordio. Successivamente progettò il palazzo detto dei Regi Stabilimenti di Spagna in via del Pellegrino, palazzo Narducci in via di San Sebastianello, palazzo Muti Bussi in via di Sant'Andrea delle Fratte, palazzo Scipioni in via Cadorna e palazzo Peretti in via di San Francesco a Ripa.
Fu funzionario dello Stato Pontificio e dopo la presa di Roma fu designato tra i membri di una commissione di architetti e ingegneri, presieduta da Pietro Camporese il Giovane, incaricata di studiare l'ingrandimento e l'abbellimento della città, proclamata capitale del Regno d'Italia. Sebbene tale commissione ebbe vita breve e travagliata, Jannetti fu poi nominato membro della commissione archeologica comunale e della commissione conservatrice dei monumenti e degli oggetti d'arte e d'antichità della provincia di Roma, incarico quest'ultimo svolto dal 1876 al 1889. Sempre a Roma realizzò nel 1868 il sepolcro di Adamo Colonna, sito all'interno del quadriportico del cimitero del Verano e progettò lo stabilimento Passari sul Gianicolo e il casino di delizie di villa Casalini; si adoperò inoltre per riprodurre il prospetto dell'edificio identificato con la casa romana di Michelangelo Buonarroti, originariamente sita in piazza Macel de' Corvi ma demolita intorno al 1874 per l'allargamento di via delle Tre Pile; il prospetto fu spostato nei pressi dell'ingresso a villa Caffarelli sul Campidoglio e rimontato poi al Gianicolo tra il 1939 e il 1941. Nel 1884 fu vicepresidente della giuria artistica del primo concorso per la realizzazione del palazzo di Giustizia mentre nel 1885 presentò un progetto per la sistemazione di piazza dell'Esedra e dell'area circostante le terme di Diocleziano. La sua attività si estese anche nel resto del Lazio e in Umbria, dove progettò edifici e monumenti a Frascati e Rocca di Papa, i cimiteri di Velletri e Monte Porzio Catone oltre che il restauro del palazzo Colonna di Amelia.
Proposto all'Accademia nazionale di San Luca nel 1856, non vi fu ammesso fino a quando non divenne accademico di merito nel 1885; fu inoltre membro dell'Accedemia dei Virtuosi al Pantheon nonché segretario della Società artistica italiana.
A partire dagli ultimi anni 1840 risulta che fosse residente in via delle Tre Pile, 7, nel palazzo di famiglia annesso alla cosiddetta casa di Michelangelo. Sposò nel 1851 Luisa Del Grande, figlia di Natale Del Grande, e la coppia ebbe quattro figli: Emilia, Natale, Rodolfo e Ida.
Morì a Roma il 28 gennaio 1889.

## Opere
- Restauro dell'oratorio dei Devoti di Gesù al Calvario sull'isola Tiberina, Roma (1852-1853)[1]
- Facciata della chiesa del santuario della Madonna del Tufo, Rocca di Papa (1855)[2]
- Monumento sepolcrale a Adamo Colonna (poi tomba dei Salesiani di Don Bosco) al cimitero del Verano, Roma (1868)[3]
- Ricostruzione della facciata della casa di Michelangelo sul Campidoglio, Roma (1874)
- Completamento del cimitero monumentale di Velletri su progetto di Pacifico Di Tucci (1876)[4]
- Cimitero di Monte Porzio Catone